# 鈴木真紀
鈴木 真紀（すずき まき、本名・大曽根真紀。1973年-）は埼玉県三芳町出身の陸上選手。専門は中距離走。

## 経歴
三芳町立藤久保中学校時代、浅賀一恵の指導の下、女子800mで2分09秒9の中学日本記録を樹立。日本の女子中学生として初めて2分10秒の壁を破る。
1989年に埼玉栄高校進学後、高知インターハイで1年生ながら800mで2位。1990年、2年時の仙台インターハイでは、藤久保中学時代及び後の中央大学のチームメイトである2年徳田由美子と、前年度の女子800m覇者である3年堤文子、そして鈴木の埼玉栄女子800mトリオでそれぞれ金・銀・銅のメダル独占を果たす。同1990年、福岡とびうめ国体では、1500mで4分19秒12の高校日本記録（現：埼玉県記録）を樹立。
中央大学進学後、1993年の全日本女子大学駅伝でチームメイトの小出正子などと共に優勝を果たす（3区・区間新記録）。
大学卒業後ノーリツに入社。同期のチームメイトで世界選手権マラソン日本代表の小﨑まり等と共に、全日本実業団対抗女子駅伝大会に同社を初出場に導く。
- 800m：2分09秒9(1988年) /中学日本記録（当時）
- 800m：2分07秒45（1990年）
- 1500m：4分19秒12(1990年) /高校日本記録（当時）/（元）埼玉県記録
- 1600mR：3分54秒88(1988年) /三芳藤久保中（徳田由美子、松本恵、飯島直美、鈴木真紀）日本中学生記録
- 1600mR：3分44秒10(1990年) /埼玉栄高（高野、鈴木真紀、堤文子、徳田由美子）埼玉県記録